# Coptis chinensis
Coptis chinensis es una especie de planta medicinal perteneciente a la familia Ranunculaceae. Es nativa de China, Vietnam. Es una de las 50 hierbas fundamentales usadas en la medicina tradicional china donde se la conoce por el nombre de  duǎn è huánglián (短萼黄连).

## Variedades
- Coptis chinensis Franch. var. chinensis[2]
  - (syn. Coptis teeta Wallich var. chinensis Finet & Gagnepain)[2]

## Propiedades
Entre otros principios activos la especie Coptis chinensis contiene berberina y coptisina.
Un estudio encuentra a Coptis chinensis efectiva contra los parásitos gastrointestinales Blastocystis hominis.

## Otros usos
Debido a la fuerte coloración de la berberina, se ha utilizado tradicionalmente como un tinte, especialmente para la lana y otras fibras.

## Taxonomía
Coptis chinensis fue descrita por Adrien René Franchet y publicado en Journal de Botanique (Morot) 11(14): 231. 1897.
Sinonimia
- Coptis chinensis var. angustiloba W.Y.Kong
- Coptis chinensis var. chinensis
- Coptis teeta var. chinensis (Franch.) Finet & Gagnep.[8]